# Thomas Cook (Politiker, 1908)
Thomas Fotheringham Cook (* 7. Juni 1908; † 31. Mai 1952) war ein schottischer Politiker der Labour Party.

## Politischer Werdegang
Der Wahlkreis Dundee entsandte seit 1868 zwei Abgeordnete. Seit den Unterhauswahlen 1931 hielten die Konservative Florence Horsbrugh sowie der Liberale Dingle Foot die Mandate. Bei den Nachkriegswahlen 1945 stellte die Labour Party mit Thomas Cook und John Strachey zwei neue Kandidaten im Wahlkreis auf, wobei Strachey bereits zuvor zwei Jahre lang den englischen Wahlkreis Birmingham Aston im House of Commons vertreten hatte.
Nach Stimmgewinnen im Vergleich zu den vorangegangenen Wahlen 1935 gewannen beide Labour-Kandidaten Mandate und zogen in das britische Unterhaus ein. Im Parlament hatte Cook zwischen 1947 und 1950 eine Position als Parliamentary Private Secretary inne.
Im Zuge der Wahlkreisrevision wurde der Wahlkreis Dundee zum Ende der Wahlperiode aufgelöst und weitgehend in zwei neugeschaffene Wahlkreise, Dundee East und Dundee West, übernommen. Cook bewarb sich bei den Unterhauswahlen 1950 um das Mandat von Dundee East. Er setzte sich gegen seine beiden Kontrahenten durch und behielt damit seinen Parlamentssitz. Er erhielt eine Position als Parliamentary Under-Secretary of State. Bei den folgenden Wahlen 1951 verteidigte Cook sein Mandat. Mit Cooks Tod im Mai 1952 wurden im Wahlkreis Dundee East Nachwahlen vonnöten. Bei diesen hielt Cooks Parteikollege George Thomson das Mandat für die Labour Party.